# Маруан Азаркан
Маруан Азаркан(нід. Marouan Azarkan, нар. 8 грудня 2001, Роттердам, Нідерланди) — нідерландський футболіст марокканського походження, нападник клубу «Утрехт».

## Ігрова кар'єра

### Клубна
Маруан Азаркан народився у Роттердамі і є вихованцем футбольної школи місцевого клубу «Феєнорд». У травні 2019 року футболіст підписав з клубом професійний контракт і 15 вересня 2019 року дебютував у першій команді у матчі чемпіонату Нідерландів. У серпні 2020 року Азаркан продовжив дію контракту з клубом до кінця сезону 2022/23.
Другу половину сезону 2020/21 футболіст провів в оренді у клубі Еерстедивізі «НАК Бреда». Влітку 2021 року Азаркан знову був відправлений в оренду. Наступний сезон він провів у клубі «Ексельсіор», з яким через перехідний плей - офф вийшов до Ередивізі. І наступний сезон повноцінно грав у вищому нідерландському дивізіоні.
Не маючи змоги пробитися до основи «Феєнорда», влітку 2023 року Азаркан перейшов до «Утрехта», з яким підписав п'ятирічний контракт.

### Збірна
Маруан Азаркан виступав за юнацькі збірні Нідерландів. маючи марокканське походження футболіст має можливість грати за національні збірні Нідерландів та Марокко.
У березні 2023 року Азаркан отримав виклик на товариські матчі у збірну Марокко (U-23) але через отриману травму так і не зміг зіграти в тих матчах.